# Verband der österreichischen Landes-Hypothekenbanken
Der im Jahr 1947 gegründete Verband der österreichischen Landes-Hypothekenbanken ist die zentrale Interessenvertretung der österreichischen Landes-Hypothekenbanken (den ordentliche Mitgliedern), der Tochterunternehmungen und der gemeinsamen Einrichtungen der österreichischen Landes-Hypothekenbanken. Der Verband ist in der Rechtsform eines Vereines im Österreichischen Vereinsregister (zu ZVR 238782683) eingetragen und wird vom Präsidenten bzw. zwei Vizepräsidenten zusammen mit dem Generalsekretär (Verbandsgeschäftsführer) geleitet und nach außen vertreten. Höchstes Organ ist die Vollversammlung. Daneben besteht die vierteljährlich zusammentretende Direktorenkonferenz, in der i. d. R. die Vorstandsvorsitzenden der Mitgliedsinstitute Sitz und Stimme haben.
Seit 1988 besteht ein eigener Fachverband („Fachverband der Landes-Hypothekenbanken“) innerhalb der Wirtschaftskammer Österreich (WKO).

## Geschichte
Die Landes-Hypothekenbanken wurden um die Wende des 19./20. Jahrhunderts von unter landesherrlicher Regentschaft stehenden Gebietskörperschaften/Ländern als öffentlich-rechtliche Körperschaften gegründet. Überlegungen dazu bestanden bereits um 1763 zum Ende des Siebenjährigen Krieges, als die Beseitigung der Verwüstungen und die Lockerung/Aufhebung der Leibeigenschaft den allgemeinen Kapitalbedarf erhöhten. Der Geld- und Kreditverkehr sollte gefördert werden. Dazu bot sich einerseits die Sicherstellung auf Grund und Boden an, andererseits wurden Landesgarantien für gemeinnützige Pfandbriefinstitute abgegeben oder Universalbanken mit besonderen Vorteilen/„Privilegien“ ausgestattet. Zweck war die Förderung der Emission von Pfand- und Kommunalbriefen zur Refinanzierung von langfristigen Hypothekar- und Kommunaldarlehen.

## Mitgliederprofil
Heute führen die Landes-Hypothekenbanken ihren operativen Bankbetrieb als Aktiengesellschaften und widmen sich als regional verankerte Universalbanken mit Sitz in den Landeshauptstädten vorrangig dem langfristigen Geschäft in ihren angestammten Geschäftsfeldern Wohnungsbau- und Kommunalkredit. Sie widmen sich auch dem Firmen- und Privatkundengeschäft als Nahversorger.
Nach der „Verständigung der Republik Österreich mit der Europäischen Kommission“ aus dem Jahr 2003 sind die bestehenden allgemeinen Landeshaftungen mit dem 30. September 2017 ausgelaufen. Die Eigentumsverhältnisse der Mitgliedsbanken sind unterschiedlich. Zum Teil liegt die mehrheitliche Aktienbeteiligung bei einzelnen Bundesländern, zum Teil sind Institute zur Gänze in privaten Besitz übergegangen.

## Mitgliedsunternehmen

### Vollmitglieder
- Hypo-Bank Burgenland AG
- Austrian Anadi Bank AG
- Hypo Noe Landesbank für Niederösterreich und Wien AG
- Oberösterreichische Landesbank AG
- Hypo Tirol Bank AG
- Hypo Vorarlberg Bank AG[3]

### Außerordentliche Mitglieder
- Raiffeisenlandesbank Oberösterreich AG
- Raiffeisen-Landesbank Steiermark AG
- Österreichischer Gemeindebund
- Österreichischer Städtebund
- UniCredit Bank Austria AG
- Bundesverband Öffentlicher Banken Deutschlands (VÖB)

### Sektoreinrichtungen
- Hypo-Wohnbaubank AG
- Hypo-Bildung GmbH
- Hypo-Banken-Holding GmbH